# Pabellón Fuente de San Luis
Der Pabellón Fuente de San Luis (voller Name: Pabellón Municipal Fuente de San Luis, val.: Pavelló Municipal Font de Sant Lluís) ist eine 1983 eröffnete Mehrzweckhalle in der spanischen Stadt Valencia. 
Der Name geht auf den Stadtteil Fuente de San Luis (val.: Font de Sant Lluís) der Stadt Valencia zurück; in dem die Halle steht. Sie bot den Besuchern anfänglich 5.000 Plätze. Für das Zuschauerinteresse reichte dies mit der Zeit nicht mehr aus und im Jahr 1994 wurde die Halle umgebaut und erweitert. Heute bietet die Arena 9.000 Plätze. Die Mehrzweckhalle wird hauptsächlich von den beiden Basketballvereinen Valencia Basket Club (Männer) und des Ros Casares Valencia (Frauen) genutzt. Einige Jahre trug die Futsal-Mannschaft des Valencia FS ihre Spiele in der Halle aus. Die Arena beinhaltet Trainingsräume für Gewichtheben, Tischtennis, Judo, Fechten, Karate, Turnen und Fitnesstraining. Neben dem Sport wird der Bau auch für Konzert- und Showveranstaltungen genutzt. Um das Gebäude stehen zwei große Parkplatzflächen den Besuchern zur Verfügung.